# Luis Ángel Mendoza
Luis Ángel Mendoza Escamilla (Monterrey, 3 februari 1990) is een Mexicaans voetballer die doorgaans speelt als rechtsbuiten. In januari 2024 verliet hij FAS.

## Clubcarrière
Mendoza begon zijn carrière bij Tigres en hij debuteerde op 18 februari 2010 tegen Santos Laguna (1–2 nederlaag). Al na één jaar vertrok hij naar CF La Piedad, wat hij na opnieuw een seizoen ook weer achter zich liet om te tekenen bij Club San Luis in de zomer van 2012. Een jaar later werd hij aangetrokken door Club América, waarmee de vleugelaanvaller in zijn eerste jaar het landskampioenschap won. Twee seizoenen lang kwam Mendoza in actie voor América; in zijn tweede jaar verliet hij halverwege het seizoen Club América voor Santos Laguna, nadat hij met América de Apertura 2014 won. Medio 2016 verkaste Mendoza naar Chiapas en een jaar later naar Tijuana. Die laatste club verhuurde hem in juli 2018 aan Deportivo Toluca. Na deze verhuurperiode nam Monarcas Morelia de vleugelspeler over. Een jaar later nam Mazatlán de vleugelaanvaller transfervrij over. Mendoza verkaste in de zomer van 2021 naar Cruz Azul. Hier speelde hij een seizoen, voor hij vertrok. Later die zomer tekende Mendoza voor FAS, tot het einde van het kalenderjaar. Na zijn vertrek zat Mendoza een half jaar zonder werkgever, voor hij terugkeerde bij FAS.

## Interlandcarrière
Mendoza werd in oktober 2013 opgeroepen voor het Mexicaans voetbalelftal , dat een oefenduel tegen Finland en twee WK-kwalificatiewedstrijden tegen Nieuw-Zeeland zou spelen. Tijdens deze drie wedstrijden kwam de vleugelaanvaller echter niet in actie.